# Yako
Yako es una ciudad de la provincia de Passoré, en la región Norte, Burkina Faso. A 9 de diciembre de 2006 tenía una población censada de 22 685 habitantes. Se encuentra ubicada a 109 kilómetros al noroeste de Uagadugú. Es conocida por ser el lugar de nacimiento del expresidente Thomas Sankara, que cambió el nombre del país Alto Volta a Burkina Faso, entre otros muchos cambios políticos y administrativos, por los que fue asesinado.